# Diebskammer
Das Naturschutzgebiet Diebskammer liegt im Landkreis Weimarer Land in Thüringen. Es erstreckt sich nordöstlich von Gutendorf, einem Ortsteil der Stadt Bad Berka. Östlich des Gebietes verläuft die B 85 und südlich die Landesstraße L 2155.

## Bedeutung
Das 73 ha große Gebiet mit der NSG-Nr. 51 wurde im Jahr 1961 unter Naturschutz gestellt.